# Lisięcice
Lisięcice (daw. Łysosice, Łysocice, Łysięcice, niem. Leisnitz) – wieś w Polsce, położona w województwie opolskim, w powiecie głubczyckim, w gminie Głubczyce.
W latach 1945–1954 i 1973–1975 miejscowość była siedzibą gminy Lisięcice. W latach 1954–1972 wieś należała i była siedzibą władz gromady Lisięcice. W latach 1975–1998 miejscowość administracyjnie należała do ówczesnego województwa opolskiego.
Leży na terenie Nadleśnictwa Prudnik (obręb Prudnik).
| SIMC    | Nazwa    | Rodzaj     |
| ------- | -------- | ---------- |
| 0494367 | Nowosady | przysiółek |

## Zabytki
Do wojewódzkiego rejestru zabytków wpisane są:
- kościół par. pw. Podwyższenia Krzyża, z XV w., 1667 r., 1812 r.
- zagroda nr 61:
  - dom
  - budynek gospodarczy
  - ogrodzenie z bramą i furtą, nie istnieje
- zagroda nr 72: 
  - dom
  - budynek gospodarczy
  - ogrodzenie z bramą i furtą, nie istnieje
- zagroda nr 171, z poł. XIX w.: 
  - dom
  - spichrz
  - brama i furta.

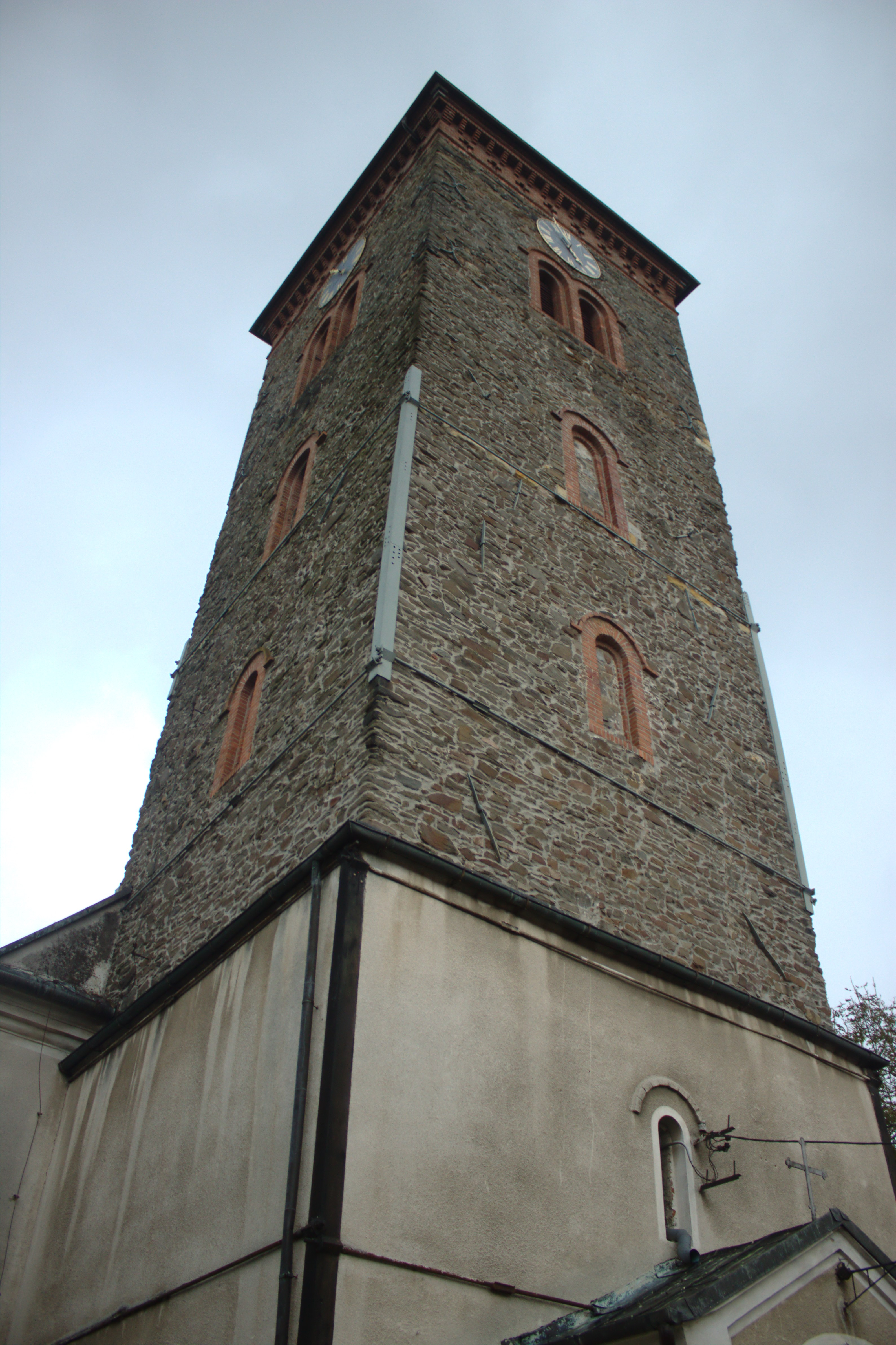
Wieża
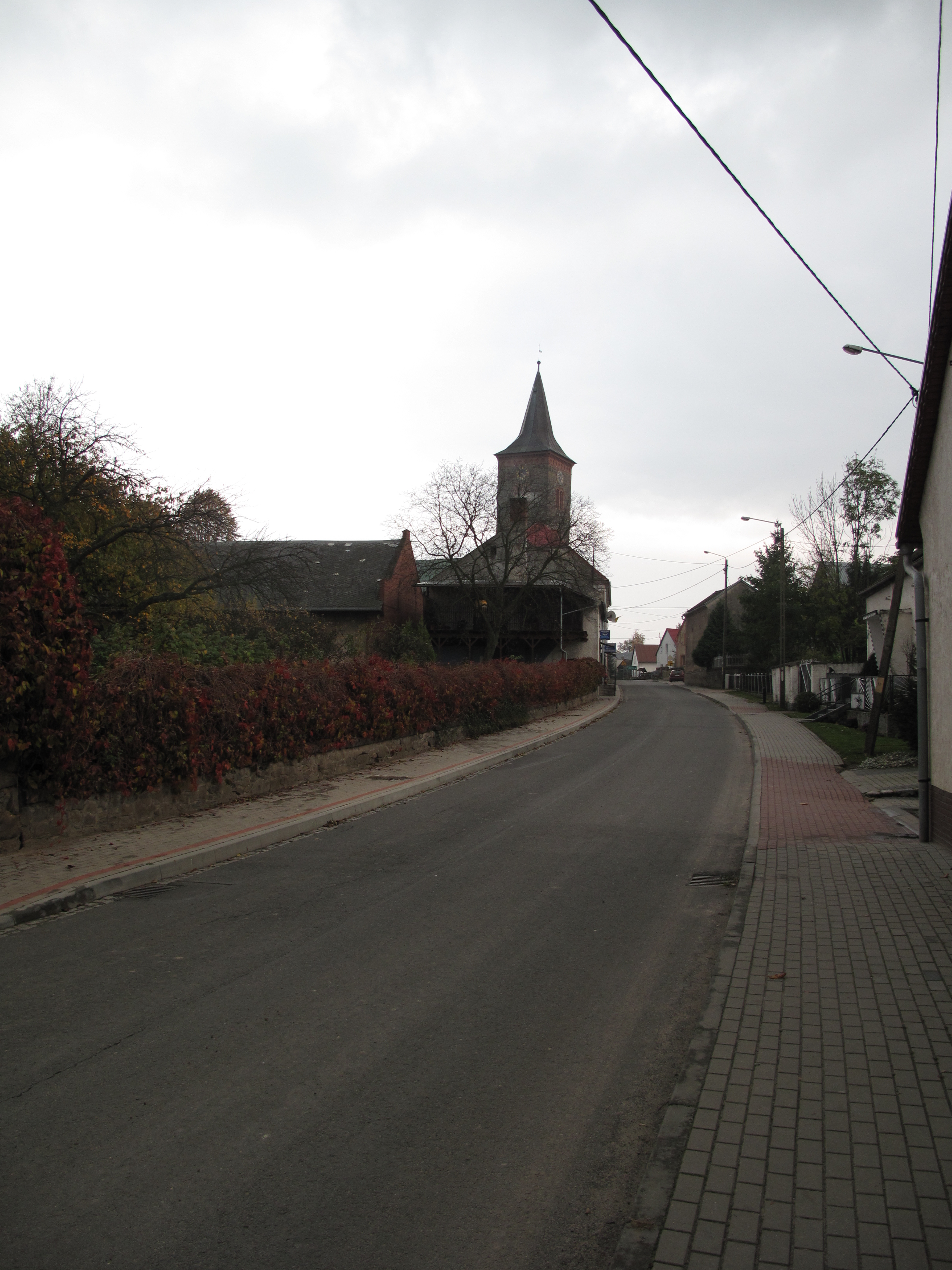
Kościół Podwyższenia Krzyża Świętego
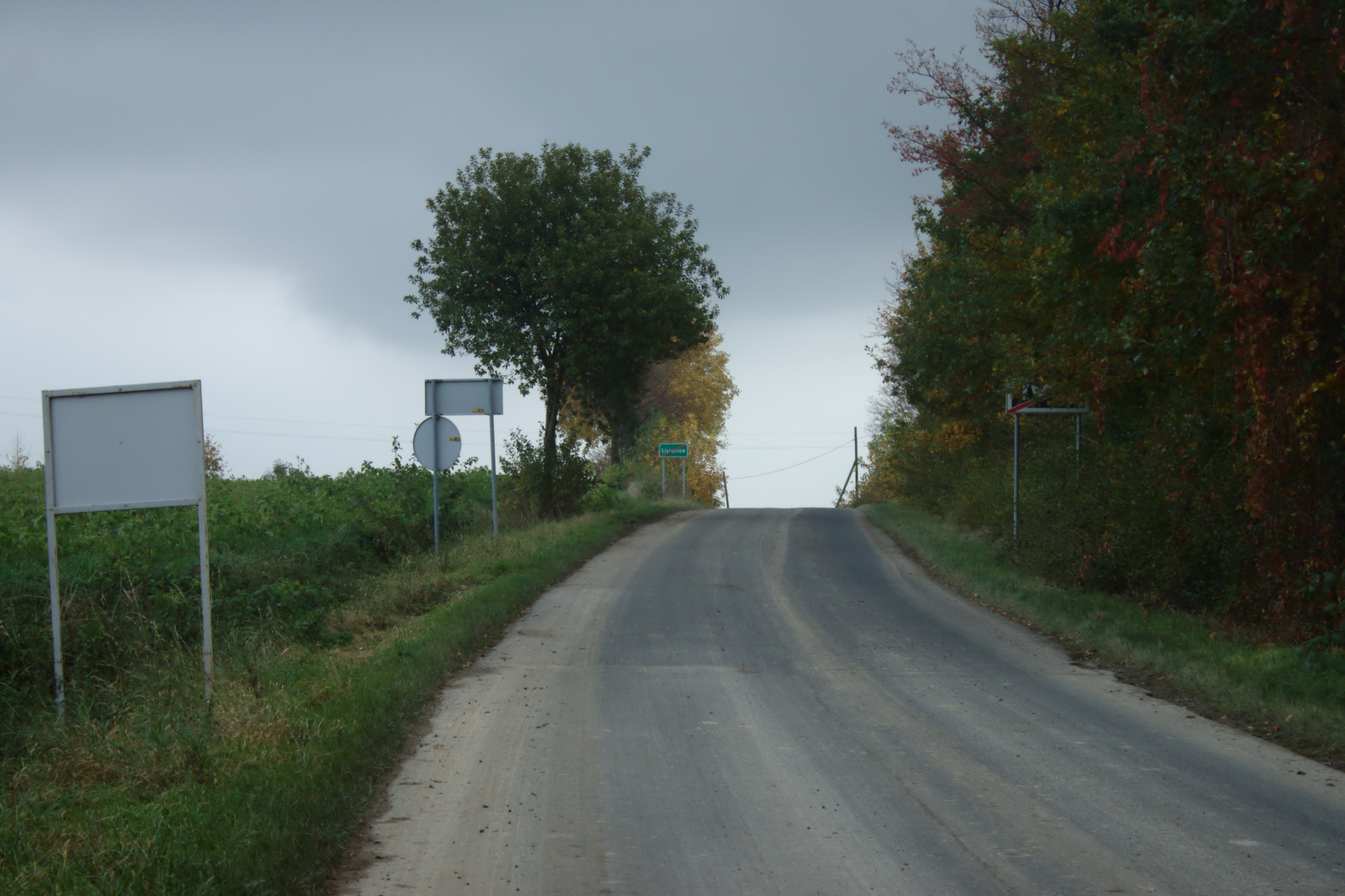
Droga